# Lyceum (Mississippi)
O Lyceum (em português:  Liceu) é um edifício acadêmico da Universidade do Mississippi localizado em Oxford, Mississippi. Projetado pelo arquiteto inglês William Nichols, recebeu o nome do Liceu de Aristóteles. Ele supostamente contém o sino acadêmico mais antigo dos Estados Unidos.
O edifício serviu como um hospital para feridos confederados durante a Guerra Civil. Forças federais usaram o edifício como seu quartel-general de operações durante o motim na Universidade do Mississippi em 1962. É uma propriedade contribuidora do Distrito Histórico Lyceum–The Circle do Registro Nacional de Lugares Históricos e um Marco Histórico Nacional.

## Construção e arquitetura

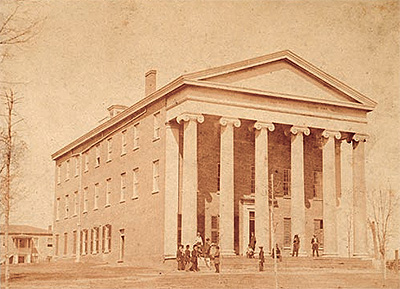
O Liceu, retratado em 1861 antes da adição de duas alas em 1903

Em janeiro de 1846, o conselho de curadores selecionou o arquiteto William Nichols para supervisionar a construção da universidade e aprovou seu projeto proposto para o edifício central da universidade, que ele baseou o projeto em um Templo Iônico no Illysis perto de Atenas. Daniel Grayson do vizinho Condado de Panola foi escolhido pelo conselho para gerenciar a construção do edifício como contratante. Ele serviu em uma função semelhante supervisionando a construção do primeiro tribunal de tijolos do Condado de Lafayette, concluído em Oxford em 1840. Os irmãos nascidos em Ohio, John Williamson Crary e Oliver Beal Crary, supervisionaram a alvenaria do edifício. Grande parte do trabalho qualificado e não qualificado (limpeza do lote, alvenaria, carpintaria, assentamento de tijolos, etc.) para a construção do edifício foi fornecido por trabalhadores afro-americanos escravizados, cujos proprietários receberam pagamentos por seu trabalho.
A construção do edifício foi iniciada no final da primavera de 1846. Em 14 de julho de 1846, uma cerimônia maçônica lançou a pedra fundamental do Lyceum. Dentro, uma caixa de chumbo continha uma cópia da lei que criou a universidade, uma Bíblia, moedas de ouro e prata e uma cópia da Declaração da Independência.
Originalmente conhecido como o "edifício principal" da universidade, o nome Lyceum, que se refere à escola clássica fundada por Aristóteles, parece ter sido usado pela primeira vez para o edifício na década de 1870.
A cerimônia de inauguração da universidade foi realizada em um auditório no Lyceum em 6 de novembro de 1848. O Lyceum serviu como local de reunião para várias sociedades estudantis até a construção da capela em 1853. Também serviu como local de reunião para o conselho de curadores. O terceiro andar do edifício abrigou a biblioteca da escola até 1881, quando foi transferida para o Lafayette Hall.
Em 1859, o chanceler Frederick Augustus Porter Barnard construiu uma adição de 11 metros ao Lyceum, estendendo-se da parte traseira (lado oeste) do edifício. O espaço adicional incluía uma sala de aula e um laboratório de química maior. Em 1903, duas alas foram adicionadas ao edifício. A adição das alas foi controversa, com a revista da escola escrevendo que comprometia o design clássico do Lyceum. Um ano depois, telefones foram instalados no Lyceum.
Em 1916, a Universidade do Mississippi tinha uma escassez de dormitórios, resultando em alunos sendo alojados no porão do Lyceum. Uma inspeção do governo em 1918 descobriu que o Lyceum estava em estado de abandono e deterioração. Em 1923, mudanças estruturais significativas, incluindo a adição de colunas na entrada oeste, foram feitas no prédio.
O centro do campus é "The Circle", que consiste em oito edifícios acadêmicos organizados em torno de um ovaloide comum. O Lyceum foi o primeiro edifício construído no campus de Oxford e foi expandido com duas alas em 1903. A universidade afirma que o sino do Lyceum é o sino acadêmico mais antigo dos Estados Unidos.

Architectural features of the Lyceum
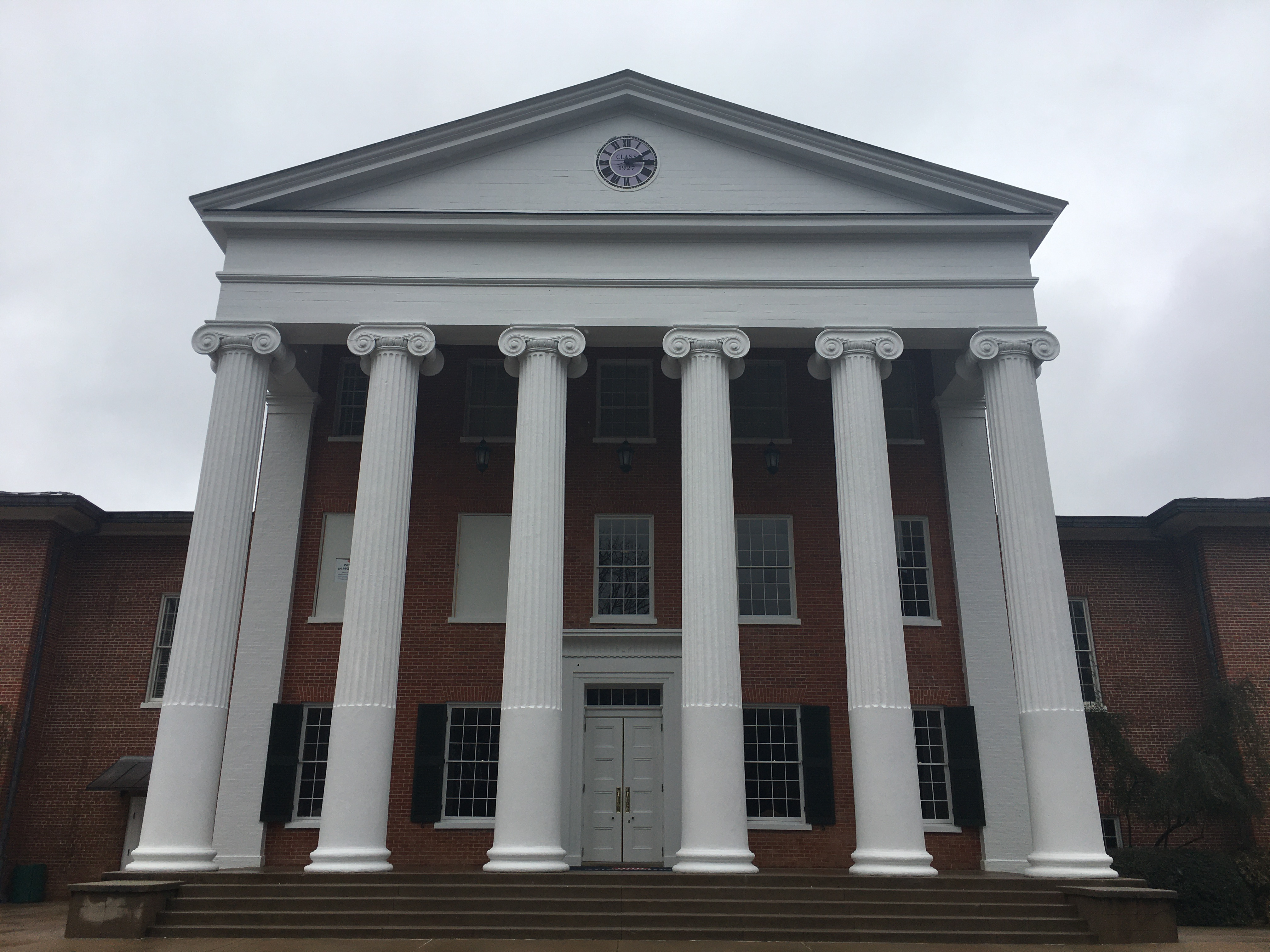
Colunas
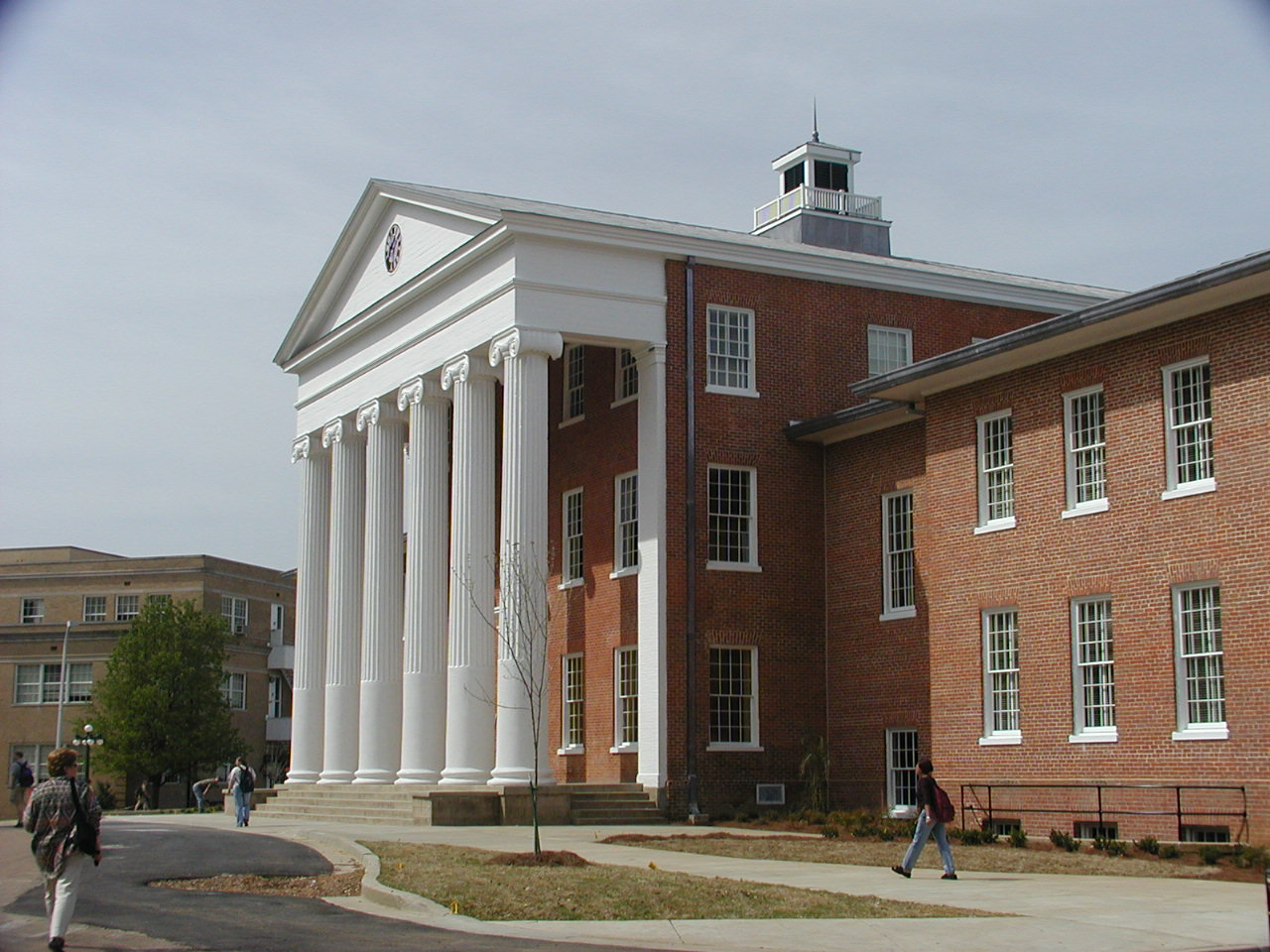
Protrusão
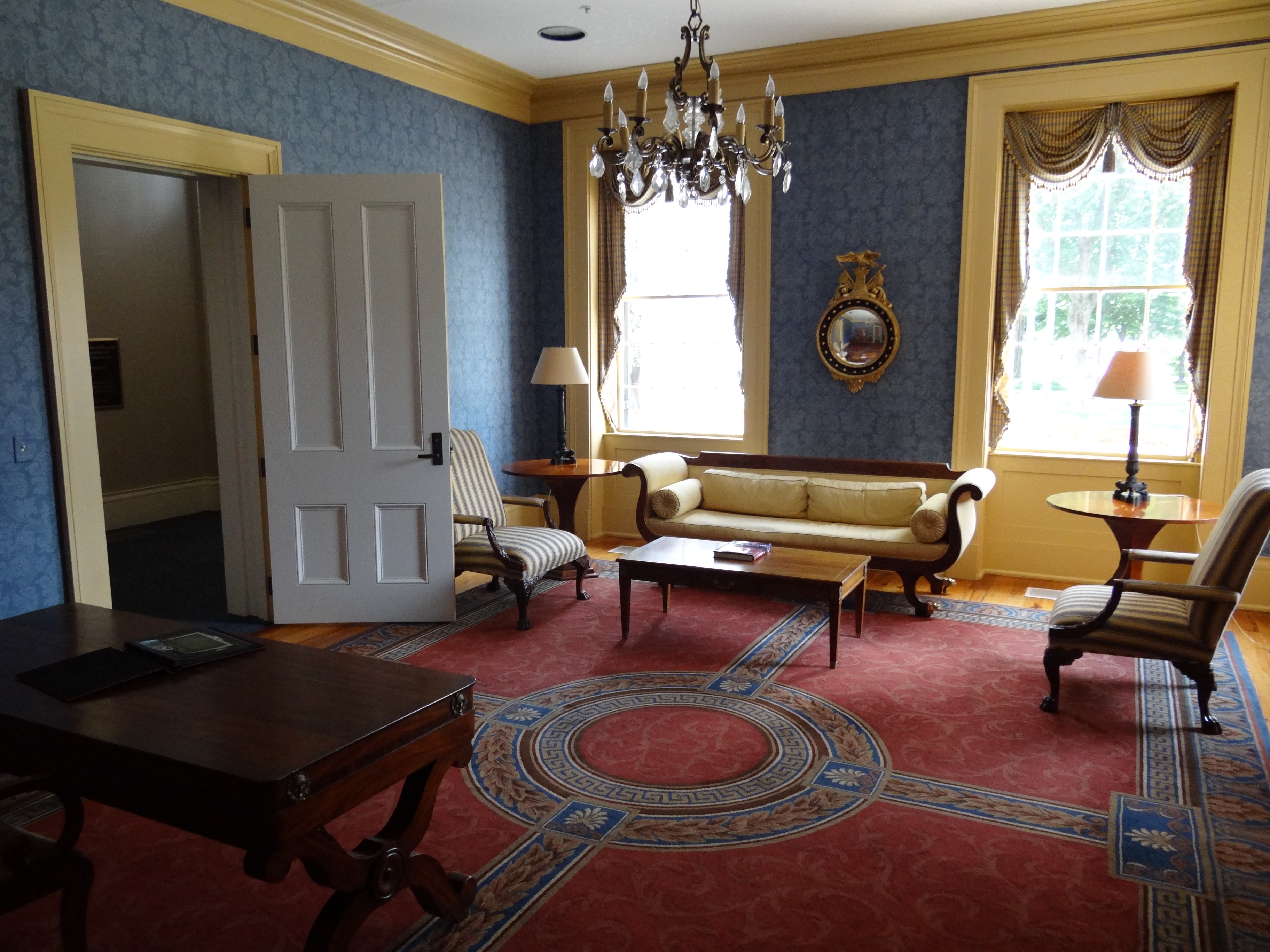
Sala interna

## História

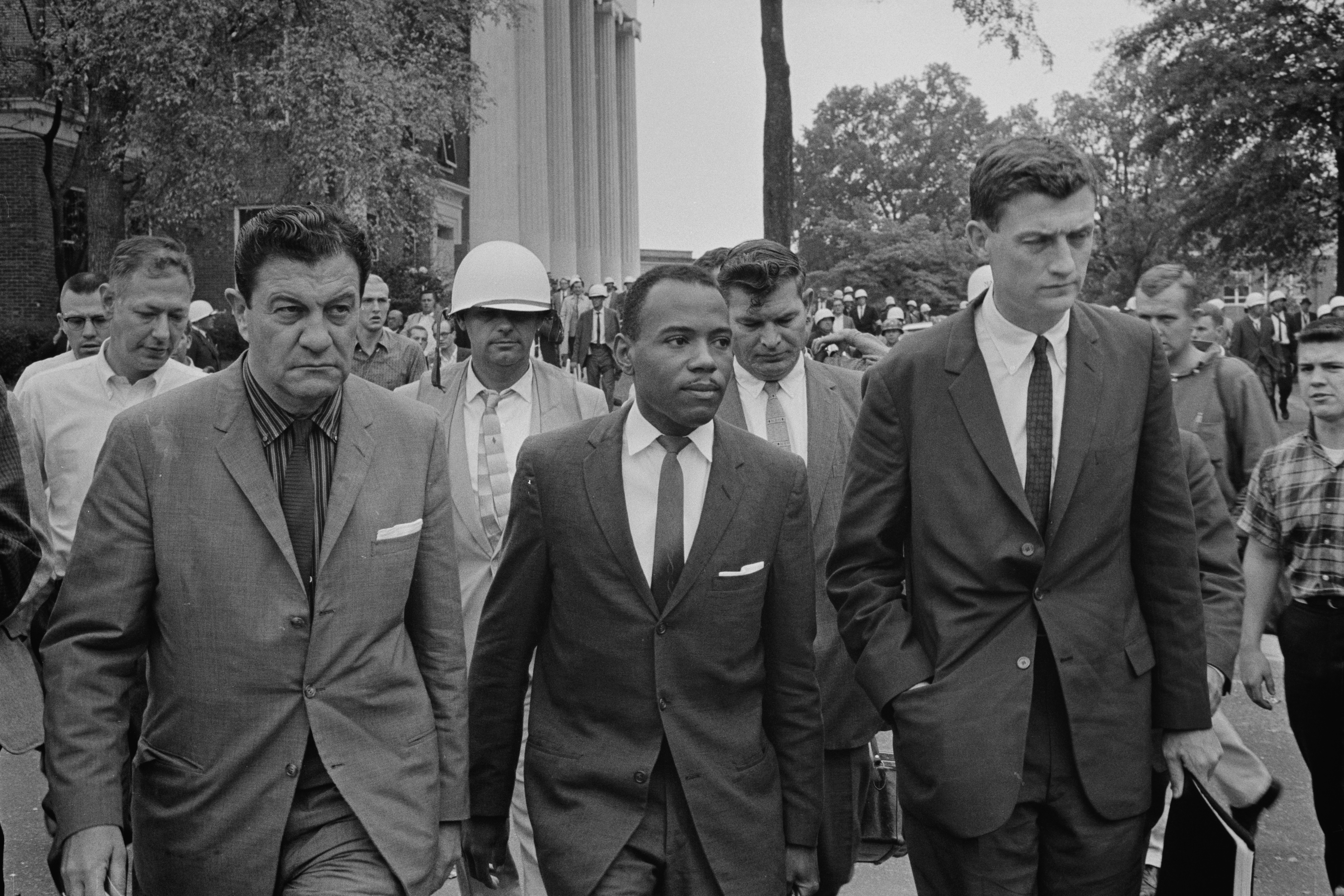
As colunas do Lyceum podem ser vistas atrás de James Meredith enquanto ele é acompanhado por autoridades federais

### Antebellume Guerra Civil
Convertido em um hospital para feridos confederados. Foi evacuado em novembro de 1862 quando as forças da União do general Ulysses S. Grant se aproximaram. Embora as tropas do Kansas tenham destruído grande parte do equipamento médico, um único professor remanescente persuadiu Grant a não queimar o campus. Depois de três semanas, Grant e suas forças partiram, e o campus voltou a ser um hospital confederado. Ao longo da guerra, mais de 700 feridos morreram e foram enterrados no campus.

### Integração
Durante o motim de 1962, o edifício foi convertido na sede de operações dos agentes federais. A polícia local estabeleceu barreiras para impedir a entrada de todos, exceto alunos e professores.

### História moderna
Em 2008, o Lyceum e os terrenos circundantes envolvidos no motim foram designados como um Marco Histórico Nacional com o nome Lyceum–The Circle Historic District.
O Lyceum foi ocupado por manifestantes estudantis em 2016.